# Huntingburg
Huntingburg – miasto w Stanach Zjednoczonych, w stanie Indiana, w hrabstwie Dubois. Uzyskało prawo miejskie w 1866 roku. 